# USS Block Island (CVE-21)
Pour les autres navires du même nom, voir USS Block Island.
L'USS Block Island (CVE-21/AVG-21/ACV-21) est un porte-avions d'escorte de classe Bogue construit pour la Marine américaine pendant la Seconde Guerre mondiale.
Initialement désigné AVG-21, il devient ACV-21 le 20 août 1942 et CVE-21 le 15 juillet 1943. Sa quille est posée en vertu du contrat de la United States Maritime Commission le 19 janvier 1942 par Seattle-Tacoma Shipbuilding Corporation, à Tacoma dans l'état de Washington. Transféré dans l'United States Navy le 1er mai 1942, il est lancé le 6 juin 1942, parrainé par Mme H. B. Hutchinson (épouse du commandant Hutchinson), et mis en service le 8 mars 1943 avec le capitaine Logan C. Ramsey au commandement. Il fut nommé d'après l'île de Block Island dans l'état de Rhode Island, à l'est de New York.

## Conception
Peu après l'attaque de Pearl Harbor en décembre 1941, il est décidé de convertir un grand nombre de navires marchands en porte-avions d'escorte. Les exemplaires de la classe Bogue sont ainsi basés sur le modèle de coque C-3-S, mû par des turbines à vapeur. L'expérience acquise lors de la classe précédente est prépondérante, malgré quelques changements : le pont d'envol et l'un des hangars sont agrandis et les navires disposent de deux ascenseurs.
Les porte-avions de la classe ont une longueur hors-tout de 151,1 mètres, un maître-bau de 34 mètres et un tirant d'eau de 7,09 mètres. Propulsés par une hélice mue par une turbine Allis-Chalmers et deux chaudières Foster Wheeler développant 8 500 chevaux, ils peuvent filer jusqu'à 17,6 nœuds (32,6 km/h). Déplaçant 13 891 tonnes à pleine charge, ils emportent en moyenne 890 à 1 205 hommes d'équipage et 28 avions.

## Historique
Le Block Island quitte San Diego en mai 1943 et fait une escale à Norfolk, en Virginie, pour rejoindre la flotte de l'Atlantique. Après deux voyages de New York City à Belfast, au cours de l'été 1943, il opéra dans le Hunter-killer Group. Au cours de ses quatre croisières de lutte anti-sous-marine, ses avions coulent deux sous-marins: l'U-220 le 28 octobre 1943 (48° 53′ N, 33° 30′ O) et l'U-1059 le 19 mars 1944 (13° 10′ N, 33° 44′ O). Il a contribué avec les destroyers USS Corry et USS Bronstein (en) au naufrage de l'U-801 le 17 mars 1944 (16° 42′ N, 30° 20′ O) et avec l'USS Buckley (en) au naufrage de l'U-66 le 6 mai 1944 (17° 17′ N, 32° 29′ O). L'USS Thomas (en), l'USS Bostwick (en), l'USS Borie et le Bronstein ont coulé l'U-709 le 1er mars 1943 et le même jour le Bronstein a également coulé l'U-603.

### Naufrage

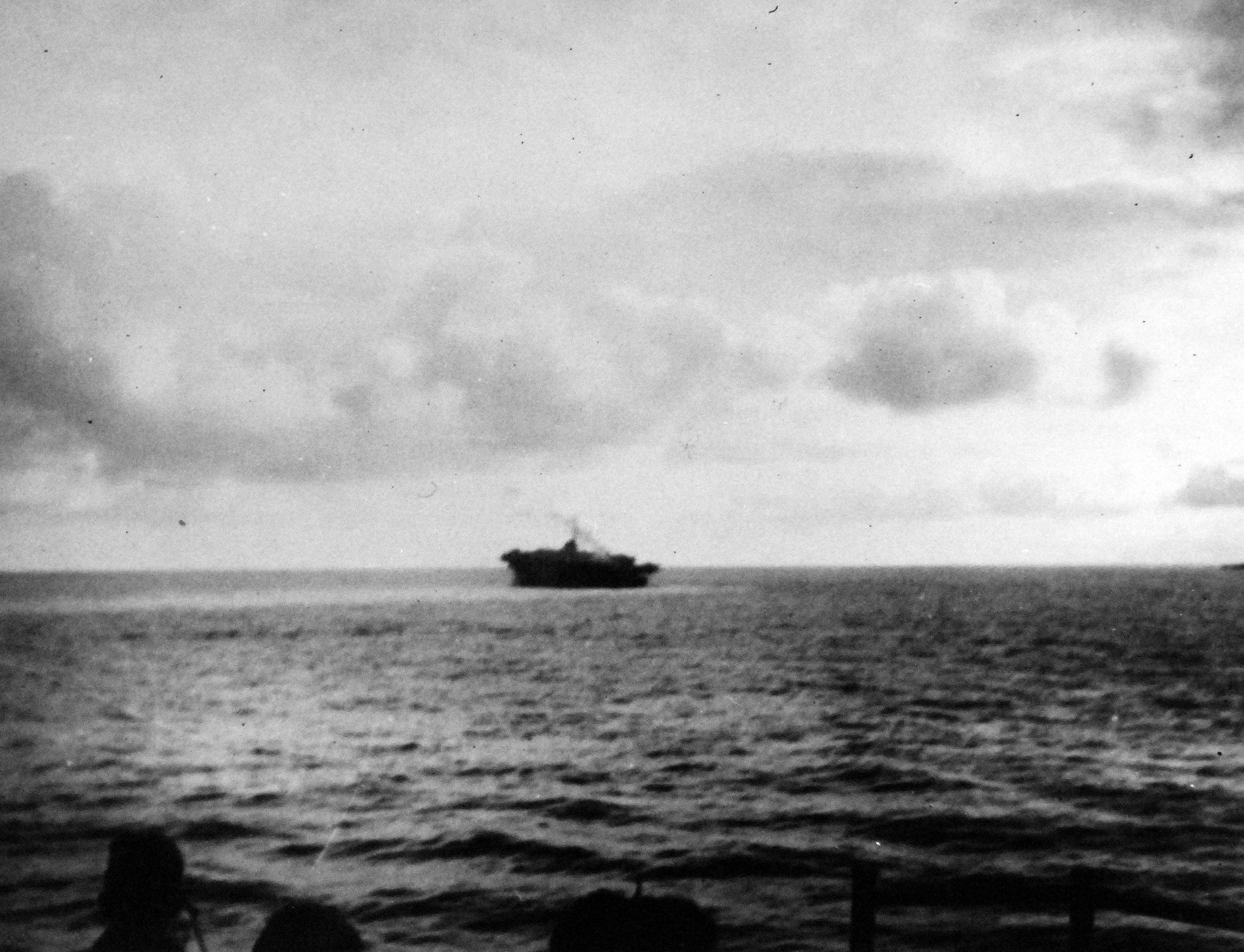
L'USS Block Island après son torpillage par lU-549 dans l'océan Atlantique le 29 mai 1944.

Le 29 mai 1944, l'U-549 se glisse sans être détecté à l'intérieur du Hunter-killer Group TG 21.11, formé autour de l'USS Block Island. À 20 h 13, l'U-boot tire trois torpilles T-3 à environ 300 milles à l'ouest-nord-ouest des îles Canaries. Deux d'entre elles touchent le navire et une troisième tirée environ huit minutes plus tard l'envoie définitivement par le fond vers 21 h 55, à la position géographique 31° 13′ 00″ N, 23° 03′ 00″ O,.
L'U-boot est repéré et coulé à son tour par les destroyers d'escorte USS Ahrens (en) et USS Eugene E. Elmore (en), qui secoururent ensuite 674 survivants du porte-avions. 277 autres survivants furent secourus par l'USS Robert I. Paine (en). Ils furent tous débarqués à Casablanca le 1er juin 1944.
Six Grumman F4F Wildcat étaient en service lorsque l'USS Block Island a été torpillé. N'ayant aucun endroit pour atterrir, ils se sont dirigés vers les îles Canaries, mais ils durent tous amerrir pendant la nuit par manque de carburant. Seulement deux des six pilotes ont été retrouvés.
Le Block Island reçut deux battle stars pour son service dans la Seconde Guerre mondiale.

## Commandement
- Captain Logan Carlisle Ramsey du 8 mars 1943 au 10 mars 1944.
- Captain Francis Massie Hughes du 10 mars 1944 au 29 mai 1944.